# اسورا (فیلم ۲۰۰۱)
«اسوراها» (انگلیسی: Asura) فیلمی در ژانر اکشن است که در سال ۲۰۰۱ منتشر شد.